# Uredba
Uredba je propis koji može biti donesen u socijalnoj, političkoj, psihološkoj i ekonomskoj domeni a koji može imati različite oblike: zakonska ograničenja koja donosi vladino tijelo, te je opći normativni akt snagom odmah ispod zakona koji donosi tijelo izvršne vlasti tj. šef države ili vlada. Uredbe sa zakonskom snagom su općenormativni pravni akti
 (oblik u kome pravne norme nastaju i postoje kao neprotivrječna cjelina) koji imaju svojstvo pravnoga propisa i istu snagu kao zakon, no svrstavaju se u podzakonske propise jer ih ne donosi redovito zakonodavno tijelo i zato što je njihovo donošenje vezano uz izvanredne prilike u zemlji pa vrijede samo dok takve prilike traju. Uredbama, u uvjetima rata ili drugih kritičnih situacija, šef države ili vlada mogu po ustavnoj ovlasti, donositi odluke sa zakonskom snagom, pa čak privremeno suspendirati i neka ustavna ljudska i građanska prava.

Uredbe u pravu Europske unije imaju opću primjenu, u potpunosti su obvezujuće i izravno primjenjive u svim državama članicama Europske unije.

U parlamentarnim i predsjedničkim sustavima vlasti, primarno te sekundarno zakonodavstvo, pri čemu se potonje također naziva podzakonskim aktima, dva su oblika zakona koje donose zakonodavna i izvršna vlast. Primarno zakonodavstvo, čiji je tvorac zakonodavna vlast, općenito se sastoji od općih pravnih akata koji sadrže opće propise koji su zapovjedni, bez obzira na to koje ga je državno tijelo donijelo, pri čemu se daju određena ovlaštenja izvršnoj vlasti da donosi konkretnije zakone pod okriljem glavnog zakona. Tada je izvršna vlast tvorac sekundarnog zakonodavstva (često po nalogu vijeća u parlamentarnim sustavima ili regulatornim agencijama u američkom sustavu), stvarajući zakonski izvršive propise i postupke za njihovu provedbu. 